# Gérson
Gérson de Oliveira Nunes, född 11 januari 1941, brasiliansk före detta fotbollsspelare. Gérson var speldirigenten på mittfältet när Brasilien tog sin tredje VM-titel 1970.

## Biografi
Gérson anses vara Brasiliens bästa passningsspelare genom tiderna.[källa behövs] Liksom landslagskamraten Rivelino hade han en fantastisk vänsterfot. Hans far och farbror var båda fotbollsspelare i Rio, fadern var nära vän med Zizinho.
Under sin karriär spelade han i fyra brasilianska klubbar. Han debuterade som proffs för Flamengo 1959 och deltog i Brasiliens OS-landslag vid spelen i Rom 1960. I Flamengo utvecklades han till lagets playmaker. En skadad stoppade honom från att ta en plats i Brasiliens VM-trupp 1962. 1963 följde övergången till Botafogo. Han spelade sedan för São Paulo (1969–1973) och Fluminense (1973–1974).
I VM-finalen mot Italien 1970 hörde han till de främsta aktörerna på plan. Dels gav han Brasilien ledningen med 2–1 genom att skjuta ett otagbart skott från drygt 20 meter, dels slog han en 50-meterspassning till Pelé, som nickade ner bollen till Jairzinho, som i sin tur kunde stöta bollen i mål fram till 3–1. Gérson var med även i VM 1966, men fick då bara spela en match.